# Ole Retsbo
Ole Retsbo (født 30. marts 1958) er en dansk journalist og TV-dokumentarist.
Retsbo er uddannet cand.mag. i historie og samfundsfag fra Københavns Universitet og M.A. i Journalism and Public Affairs fra American University, Washington DC.
Som studerende var han redaktør af Studenterbladet, som var et landsdækkende blad for studerende ved videregående uddannelser i Danmark. Bladet dækkede uddannelsespolitik, kultur og samfundstendenser.
Han var journalist på TV 2s udlandsredaktion 1988-1990 og dækkede revolutionerne i Østeuropa i 1989 som udsendt reporter.
1990 kom han til Danmarks Radios nyhedsafdeling, hvor han bl.a. dækkede borgerkrigen i Jugoslavien 1991-1995. 1997-2000 sad han i redaktionen for DR 1s Søndagsmagasinet, der var Danmarks mest sete nyhedsmagasin.
Ole Retsbo forlod nyhedsafdelingen i 2000 og har siden lavet en lang række DR2 Temaer (temalørdage) og dokumentarprogrammer for DR, bl.a. ”Af is skal du igen opstå” (2003) (drømmen om udødelighed blandt amerikanere der lader sig fryse ned efter døden), ), ”Mand af ære” (2007) (portræt af siciliansk ex-mafioso (sammen med Morten Beiter)), ”Konspirationernes tid” (2008) (om konspirationsteorier og deres tiltrækningskraft) ), ”UFOerne vender tilbage” (2008) (Om UFO-frygt og fascination gennem tiderne), ”Da Danmark var kommunistisk” (2009) (en kontrafaktisk satire om Danmark som kommunistisk land 1945-89), "Dengang vi var på månen" (2009) (om månelandingen set gennem danske øjne), ”Jesus-krisen” (2011) (om de verdensomspændende protester mod Jens Jørgen Thorsens Jesus-film), "Fra Harlekin til Krøniken: 60 års TV-drama" (2011), om forfatteren Thorkild Hansen i serien "store Danskere" (2011), "Kampen om Indvandringen" (2012) (programserie om indvandrerdebatten siden 80erne), ”Sådan er danskerne” (2014) (programserie om udlændinges syn på danskerne siden 1600-tallet) og mange flere.
Ole Retsbo lavede i 2013 programmet ”Hængt ud på forsiden: Henrik Gade Jensen” om dagbladet Informations udhængning af tidligere kirkeminister Tove Fergos spindoktor, samfundsdebattøren og filosoffen Henrik Gade Jensen, som nazist. Programmet førte til stor offentlig polemik og medførte at Informations tidligere chefredaktør David Trads måtte træde offentligt frem og beklage sin rolle i sagen. .
I 2012 blev Ole Retsbo indklaget for Pressenævnet, fordi han i et radioprogram sammenlignede konspirationsteorierne om 9/11 med Holocaustbenægtelse. Klagen blev afvist af Pressenævnet..
Ole Retsbo har to gange været indstillet til en af TV-branchens årlige priser (TV Prisen 2000). I 2013 (sammen med DR Detektor-redaktionen) for dokumentarserien ”Hængt ud på Forsiden”, i 2017 (sammen med Claus Pilehave) for dokumentarserien ”Danmarks Hemmelige Politi”.